# Várbükk
A Várbükk a Baróti-hegység egyik legészakibb hegycsúcsa, Bibarcfalvától délre. Tetején találhatóak Tiborc várának romjai.

## Külső hivatkozások
- Turistatérkép a Baróti- és a Bodoki-hegységről Archiválva 2014. január 29-i dátummal a Wayback Machine-ben